# Perșe Travnea, Dnipro
Perșe Travnea (în ucraineană Перше Травня) este un sat în comuna Liubîmivka din raionul Dnipro, regiunea Dnipropetrovsk, Ucraina.

## Demografie
Componența lingvistică a localității Perșe Travnea
     Ucraineană (77,83%)
     Rusă (20,96%)
     Alte limbi (0,24%)
Conform recensământului din 2001, majoritatea populației localității Perșe Travnea era vorbitoare de ucraineană (77,83%), existând în minoritate și vorbitori de rusă (20,96%).